# Leo Brouwer
Leo Brouwer, właśc. Juan Leovigildo Brouwer Mezquida (ur. 1 marca 1939 w Hawanie) – kubański kompozytor, gitarzysta, dyrygent.
Dzięki jego muzyce wiele kubańskich filmów stało się sławnych na świecie. Jako gitarzysta nagrał ponad 100 płyt. Nieraz występował na polskiej scenie m.in. we Wrocławiu, Tychach. Jego twórczość to nie tylko utwory dla zaawansowanych gitarzystów. Skomponował również cykle etiud dla początkujących.